# 6월 15일
6월 15일은 그레고리력으로 166번째(윤년일 경우 167번째) 날에 해당한다.

## 사건
- 기원전 763년 - 메소포타미아 역사의 연대기를 수정하는 데 사용되었던 일식을 아시리아인들이 기록하다.
- 844년 - 루트비히 2세가 교황 세르지오 2세에 의해 이탈리아의 왕이 되다.
- 1215년 - 마그나 카르타가 승인되다.
- 1389년 - 세르비아와 오스만 제국간의 제 1차 코소보 전투가 벌어진다.
- 1667년 - 루이 14세의 주치의인 진 데니스가 어린 양의 피를 인간에게로 수혈을 하다.
- 1752년 - 벤저민 프랭클린이 번개가 전기라는 것을 밝혀내다.
- 1888년 - 빌헬름 2세가 즉위하다.
- 1960년 - 대한민국에서 제3차 헌법개정이 이루어졌다.
- 1977년 - 스페인에서 첫 민주주의 선거를 하며 민주화를 향해 가다.
- 1985년 - 예르미타시 미술관에 전시중이던 렘브란트의 그림 다나에가 칼과 황산에 의해 훼손되다.
- 1999년 - 제1연평해전 발생.
- 2000년 - 김대중 대통령과 김정일 위원장 이 6·15 남북 공동선언을 발표하다.
- 2006년 - 마이크로소프트사의 빌 게이츠 회장은 2008년 7월부터 일상적인 회사업무에서 손을 떼고 자선사업에 주력하겠다고 밝혔다.
- 2009년 - 영국 바클레이즈 그룹의 자산운용사 '바클레이즈 글로벌 인베스터스(BGI)'가 미국 글로벌 자산운용사 블랙록에 3억8천만 파운드(한화 약 7천873억원)에 매각 되었다고 월스트리트저널 인터넷판이 전했다.
- 2011년 - 대한민국에서 서북도서방위사령부 (서방사)가 창설되다.
- 2014년 - 케냐 라무 섬 인근 해안 소도시 음페케토니에서 테러가 발생해 48명이 사망하였다.

## 문화
- 1954년 - 유럽 축구 연맹이 스위스 바젤에서 결성되었다.
- 2004년 - 한국 정교회가 콘스탄티노폴리스 총대주교청의 결정에 따라 수도 대교구로 승격됐다.
- 2018년 - 게임 어몽 어스가 출시되다.
- 2020년
  - 과학기술정보통신부가 SK텔레콤의 2G CDMA 서비스 종료를 승인하였다.
  - CBS 표준FM의 이봉규의 어떤가요가 첫방송을 시작했다.

## 탄생
- 1330년 - 잉글랜드 국왕 에드워드 3세의 장남 에드워드 흑태자. (~1376년)
- 1569년 - 조선의 문신, 의사, 관료 이희헌. (~1651년)
- 1594년 - 프랑스의 화가 니콜라 푸생. (~1665년)
- 1843년 - 노르웨이의 작곡가 겸 피아노 연주자 에드바르 그리그. (~1907년)
- 1900년 - 대한민국의 첫 번째 영부인 프란체스카 도너. (~1992년)
- 1914년 - 소련의 정치인 유리 안드로포프. (~1984년)
- 1921년 - 소련의 의사 가브릴 일리자로프. (~1982년)
- 1926년 - 일본의 아이누 문화 연구가 가야노 시게루. (~2006년)
- 1930년
  - 대한민국의 기업인 함태호. (~2016년)
  - 다게스탄 공화국의 제1대 대통령 마고메달리 마고메도프. (~2022년)
- 1933년 - 튀니지의 정치인 푸아드 메바자. (~2025년)
- 1934년 - 대한민국의 만화가 정운경. (~2023년)
- 1936년 - 프랑스의 영화배우 클로드 브라쇠르. (~2020년)
- 1939년 - 대한민국의 정치인 정장현. (~2021년)
- 1940년
  - 대한민국의 국회의원 김도언.
  - 대한민국의 배우 최불암.
- 1942년 - 대한민국의 국회의원 이해봉. (~2012년)
- 1946년
  - 대한민국의 성우 기영도.
  - 네덜란드의 전 축구 선수, 현 축구 감독 요하네스 본프레러.
- 1947년 - 미국의 사회학자 마이클 부라워이. (~2025년)
- 1949년 - 미국의 배우 짐 바니. (~2000년)
- 1951년 - 과테말라의 제47대 대통령 알바로 콜롬. (~2023년)
- 1952년 - 대한민국의 대학 총장, 전 국회의원 김석준.
- 1953년
  - 중국의 최고지도자, 공산당 총서기, 중앙군사위원회 주석, 중화인민공화국의 주석 시진핑.
  - 대한민국의 국회의원 전순옥.
- 1954년
  - 대한민국의 바둑 기사 허장회.
  - 미국의 배우, 희극인, 음악가 제임스 벨루시.
- 1957년 - 대한민국의 영화감독 이규형. (~2020년)
- 1960년 - 대한민국의 레슬링 선수, 기업인 김영남.
- 1961년 - 대한민국의 기자, 정치인 민형배.
- 1963년 - 미국의 배우 헬렌 헌트.
- 1964년
  - 대한민국의 정치인 이혜훈.
  - 덴마크의 전 축구 선수, 현 축구 감독 미카엘 라우드루프.
  - 미국의 배우 코트니 콕스.
  - 대한민국의 가수 류계영.
- 1965년 - 대한민국의 배우 전해룡.
- 1966년 - 대한민국의 공무원 이대형.
- 1967년 - 일본의 성우 우에다 유지.
- 1968년 - 대한민국의 배우 오달수.
- 1969년
  - 독일의 전 축구 선수 올리버 칸.
  - 대한민국의 전 야구 선수, 현 야구 코치 장원진.
  - 미국의 래퍼, 배우 아이스 큐브.
- 1970년 - 대한민국의 배우 조민희.
- 1971년 - 대한민국의 농구코치 위성우.
- 1972년 - 오스트레일리아의 배우 포피 몽고메리.
- 1973년 - 미국의 배우 닐 패트릭 해리스.
- 1976년 - 대한민국의 기타연주가 김태진.
- 1978년 - 대한민국의 농구 선수 한서윤.
- 1979년 - 대한민국의 야구 선수 최환인.
- 1980년
  - 대한민국의 희극인 염기정.
  - 프랑스의 체조 선수 뱅자맹 바로니안.
- 1981년
  - 대한민국의 뮤직 비디오 감독 쿨케이.
  - 일본의 배우 쿠보타 유키.
  - 대한민국의 가수 박시연.
- 1982년
  - 대한민국의 변호사 배승희.
  - 대한민국의 VJ 월리.
- 1983년
  - 대한민국의 배우 성태준.
  - 대한민국의 성악가 고훈정.
- 1984년
  - 미국의 야구 선수 팀 린스컴.
  - 대한민국의 배우 조용준.
  - 대한민국의 축구 선수 김영우.
- 1985년
  - 대한민국의 의사 민혜연.
  - 대한민국의 희극인, 가수 권영기.
- 1986년 - 미국의 배우 스토야.
- 1987년
  - 대한민국의 가수 성모 (초신성).
  - 미국의 야구 선수 조쉬 린드블럼.
  - 도미니카 공화국의 야구 선수 에두아르도 누녜스.
- 1988년
  - 스웨덴의 축구 선수 한나 폴케손.
  - 대한민국의 아나운서 김보경.
- 1989년 - 대한민국의 가수 지유 (투엑스).
- 1990년 - 대한민국의 배우 조혜진.
- 1991년
  - 대한민국의 기자 박서경.
  - 일본의 배우 다케다 리나.
- 1992년
  - 캐나다의 프리스타일 스키 선수 마리엘 톰프슨.
  - 이집트의 축구 선수 모하메드 살라.
- 1993년
  - 일본의 전 가수 아리하라 간나 (°C-ute).
  - 대한민국의 래퍼 비와이.
  - 독일의 체조 선수 루카스 다우저.
  - 스페인의 배드민턴 선수 카롤리나 마린.
- 1994년
  - 일본의 배우 히다카 리나.
  - 대한민국의 가수, 배우 유혜인.
  - 대한민국의 가수 여린.
  - 미국의 펜싱 선수 리 키퍼.
  - 베네수엘라의 테니스 선수, 모델 미셸 베르톨리니.
- 1995년
  - 케냐의 육상 선수 이매뉴얼 코리르.
  - 대한민국의 유튜버 문복희.
  - 대한민국의 래퍼 버피 (매드타운).
- 1996년
  - 노르웨이의 싱어송라이터 오로라.
  - 대한민국의 가수 호시 (세븐틴).
  - 대한민국의 싱어송라이터 김뜻돌.
- 1997년
  - 대한민국의 야구 선수 이거연.
  - 일본의 아이돌 무라야마 유이리. (AKB48)
- 1998년
  - 대한민국의 가수 임지수.
  - 대한민국의 스포츠 지도자 정민.
- 1999년
  - 대한민국의 가수 더쇼 MC 강여상 (에이티즈).
  - 중화인민공화국의 다이빙 선수 천이원.
- 2000년 - 대만의 첼로 연주자 어우양나나.
- 2004년 - 미국의 배우 스털링 제린스.
- 2005년 - 일본의 아이돌 쿠도 카스미.

### 미상
- 대한민국의 가수 최훈. (엔분의일)

## 사망
- 1341년 - 동로마 제국의 황제 안드로니코스 3세. (1297년~)
- 1383년 - 동로마 제국의 황제 요안니스 6세. (1292년~)
- 1849년 - 미국의 제11대 대통령 제임스 K. 포크. (1795년~)
- 1861년 - 조선의 가톨릭 신부 최양업. (1821년~)
- 1888년 - 독일 제국의 제2대 황제 겸 프로이센 왕국 프리드리히 3세. (1831년~)
- 1889년 - 루마니아의 시인 미하이 에미네스쿠. (1850년~)
- 1971년 - 미국의 화학자 웬들 메러디스 스탠리. (1904년~)
- 1988년 - 대한민국의 정치인 이영호. (1913년~)
- 1993년 - 미국의 정치인 존 코널리. (1917년~)
- 1994년 - 대한민국의 화가 박영선. (1910년~)
- 2000년 - 대한민국의 가수 김환성. (1981년~)
- 2002년 - 태권도의 무술가, 창시자 최홍희. (1918년~)
- 2013년 - 제2차 세계대전의 유일한 소련군 조선인 참전자 정상진. (1918년~)
- 2019년 - 이탈리아의 영화감독, 정치인 프란코 체피렐리. (1923년~)
- 2022년
  - 대한민국의 아이스하키 선수 조민호. (1987년~)
  - 미국의 영화배우 모린 아서. (1934년~)
  - 일본의 시인 모리사키 가즈에. (1927년~)
- 2023년 - 잉글랜드의 영화배우 글렌다 잭슨. (1936년~)
- 2024년 - 이탈리아의 축구 선수 케빈 캠벨. (1970년~)

## 기념일
- 세계 풍력의 날
- 리유니온 데이(국기의 날): 덴마크 발데마르 2세가 1219년 린다니스 전투에서 승전한 것을 기념하는 날.
- 연방편입일: 아칸소주
- 식목일: 코스타리카
- 카가얀데오로 헌장의 날: 필리핀 카가얀데오로
- 노인 학대 예방의 날: 대한민국

## 같이 보기
- 전날: 6월 14일 다음날: 6월 16일 - 전달: 5월 15일 다음달: 7월 15일
- 음력: 6월 15일
- 모두 보기